# Morgan Davies
Morgan Davies (27 de novembro de 2001) é um ator australiano. Ele é mais conhecido por seu papel em One Piece, uma adaptação live-action do popular mangá e anime, interpretando Koby, e no filme Evil Dead Rise interpretando o personagem Danny.

## Vida pessoal
Morgan cresceu em Sydney, no subúrbio de Rozelle, com uma mãe solteira. Ele se revelou como transgênero para sua mãe e amigos próximos aos 13 anos e se revelou publicamente em 2020. Davies tornou-se um defensor dos direitos dos transgêneros e falou publicamente sobre suas batalhas contra a depressão na adolescência e seu medo do palco. Davies fez sua estreia no cinema como ator infantil no filme australiano The Tree. Ele interpretou Madeline em Storm Boy ao lado de Geoffrey Rush e Jai Courtney. Ele estrelou a série de televisão The End de 2020 como um adolescente trans no processo de transição de gênero.

## Filmografia

### Filmes
| Ano  | Título original | Título em português            | Papel          |
| ---- | --------------- | ------------------------------ | -------------- |
| 2008 | Green Fire Envy |                                | Brittany       |
| 2010 | The Tree        | A Árvore                       | Simone O'Neil  |
| 2011 | Julian          |                                | Cassandra      |
| 2011 | The Hunter      |                                | Sass Armstrong |
| 2019 | Storm Boy       |                                | Madeline       |
| 2023 | Evil Dead Rise  | A Morte do Demônio: A Ascenção | Danny          |

### Televisão
| Ano  | Título                    | Papel          | Episódios    |
| ---- | ------------------------- | -------------- | ------------ |
| 2011 | Terra Nova                | Leah Marcos    | 2 episódios  |
| 2014 | Devil's Playground        | Bridie Allen   | 6 episódios  |
| 2017 | The Girlfriend Experience | Kayla          | 7 episódios  |
| 2019 | The End                   | Oberon Brennan | 10 episódios |
| 2023 | One Piece                 | Koby           |              |

### Prêmios
| Ano  | Premiação                               | Categoria                | Título   | Resultado |
| ---- | --------------------------------------- | ------------------------ | -------- | --------- |
| 2010 | Australian Film Institute               | Melhor atriz principal   | The Tree | Indicado  |
| 2010 | Australian Film Institute               | Filme                    | The Tree | Indicado  |
| 2011 | Film Critics Circle of Australia Awards | Melhor atriz coadjuvante | The Tree | Indicado  |